# Museo malacologico piceno
Il museo malacologico piceno è un'importante collezione di conchiglie di Cupra Marittima. Nel suo genere è il più grande del mondo, conservando numerosi esemplari di cui un milione esposti (quelli conservati nelle collezioni di studio sono più di 9 milioni).
Il Museo nasce dalla collezione di Tiziano e Vincenzo Cossignani che fin da bambini hanno iniziato ad appassionarsi alle conchiglie. Dopo alcuni anni decisero di esporre la loro collezione al pubblico nel 1977.
Il Museo presenta oltre alle conchiglie delle mostre tematiche: malacopaleontologia, madrepore e coralli, squali oggetti realizzati con la madreperla, piastrelle tematiche in ceramica,  e una sezione dedicata all'etnologia. 
Oltre all'esposizione, il Museo presenta aule didattiche, laboratori, una biblioteca specializzata, shop e sala multimediale.